# Diocesi di Germa di Galazia
La diocesi di Germa di Galazia (in latino Dioecesis Germensis in Galatia) è una sede soppressa del patriarcato di Costantinopoli e una sede titolare della Chiesa cattolica.

## Storia
Germa di Galazia (nota anche come Germocolonia o Germacolonia), identificata con Babadat nel distretto di Sivrihisar (provincia di Eskişehir) in Turchia, è un'antica sede episcopale della provincia romana della Galazia Seconda nella diocesi civile del Ponto. Faceva parte del patriarcato di Costantinopoli ed era suffraganea dell'arcidiocesi di Pessinonte.
Con il nome di Germocolonia, la diocesi è menzionata nelle Notitiae Episcopatuum del patriarcato fino al XII secolo.
Di questa sede sono noti solo due vescovi: Giovanni, che prese parte al concilio in Trullo nel 691-692; e Eustazio, che partecipò al concilio di Costantinopoli dell'879-880 che riabilitò il patriarca Fozio.
Dal XIX secolo Germa di Galazia è annoverata tra le sedi vescovili titolari della Chiesa cattolica; dal 7 dicembre 1993 il vescovo titolare è Paolo Gillet, già vescovo ausiliare di Albano.

## Cronotassi

### Vescovi greci
- Giovanni † (prima del 691 - dopo il 692)
- Eustazio † (prima dell'879 - dopo l'880)

### Vescovi titolari
- Jean Raynaud † (5 luglio 1916 - 25 novembre 1937 deceduto)
- Francesco Pieri † (2 gennaio 1941 - 6 dicembre 1941 succeduto vescovo di Orvieto)
- Angelo Rossini † (18 luglio 1942 - 10 marzo 1947 nominato arcivescovo di Amalfi)
- Pietro Severi † (21 giugno 1948 - 8 gennaio 1953 nominato vescovo di Segni)
- Francesco Monaco † (12 dicembre 1953 - 2 ottobre 1956 succeduto vescovo di Caltanissetta)
- Filippo Aglialoro † (5 ottobre 1957 - 4 febbraio 1988 deceduto)
- Ricardo Blázquez Pérez (8 aprile 1988 - 26 maggio 1992 nominato vescovo di Palencia)
- Paolo Gillet, dal 7 dicembre 1993